# Калчевська
Ка́лчевська (болг. Калчевска) — село в Ловецькій області Болгарії. Входить до складу общини Троян.

## Населення
За даними перепису населення 2011 року у селі проживала 61 особа, з них 58 осіб (95,1%) — болгари.
Розподіл населення за віком у 2011 році:
Динаміка населення: